# 이원진 (가수)
이원진(1971년 3월 1일~1997년 3월 12일)은 대한민국의 가수, 작사가 겸 작곡가이다.

## 생애
신장은 183cm이고 국가대표 유도 선수 출신이었던 그는 원래 성악을 공부했으며, 1989년 중앙대 음대 입시에서 떨어진 후 미국으로 건너갔다. 생전에 그가 경영학으로 전공을 바꾼 것은 다른 것을 하면서는 음악을 할 수 있지만 음악을 하면서는 다른 것을 할 수 없기 때문이었다고 그 시절 미디어에 토로한 바 있다.. 선배 가수 故 김현식의 서울 명지고 후배이기도 한 그는 1990년 서던 캘리포니아 대학교에 입학하였지만 1991년 중퇴하고 대한민국에 귀국을 한 그는 1994년 《시작되는 연인들을 위해 (feat. 류금덕)》이라는 곡으로 가수 데뷔하였다. 뒤이어 《독백》이라는 곡과 《늦었지만》이라는 곡도 히트하였다. 이듬해 1995년에는 두번째 솔로 음반을 발표하였는데 1년 후 1996년에 대중음악 공부를 하기 위하여 미국에 유학을 하였으나 이듬해 1997년 3월 12일, 교통사고설과 유체이탈설을 남긴 채 미국 캘리포니아 주 로스 앤젤레스에서 27세의 나이로 갑작스럽게 요절(의문사)했다.
참고로 여담이지만 이원진의 히트곡 《시작되는 연인들을 위해》는 2013년 사망한 동료 가수 故 김지훈도 생전에 애창하던 노래 중 하나였다.

## 논란 관련 사태
1996년 1월을 전후하여, EMI사의 NOW시리즈 앨범에 필리핀 여자 가수 Regine과 홍콩의 가수 겸 영화배우인 장쉐여우(張學友)가 듀엣으로 부른 《In Love With You》라는 곡이 인기를 얻고 국내에 알려지면서 "시작되는 연인들을 위해"를 표절했다는 의혹이 제기됐다. 그 이후 2000년대 초반 시절 세계적인 팝 가수 Mariah Carey의 《Thank God I found you》라는 곡이 빌보드 1위를 하면서 다시 한 번 표절 논쟁이 시작된다.

## 디스코그래피

### 정규 음반
- 1994년 《이원진 1집》
- 1995년 《이원진 2집》

## 같이 보기
- 이주원
- 김지훈